# Beauprea montis-fontium
Beauprea montis-fontium là một loài thực vật có hoa trong họ Quắn hoa. Loài này được Guillaumin miêu tả khoa học đầu tiên năm 1959.